# 11-Ейкозенова кислота
11-Ейкозеновая кислота, яку також називають гондоїновою кислотою, це мононенасичена омега-9 жирна кислота, яка міститься у різних рослинних оліях і горіхах, зокрема олії жожоби. Це одна із декількох ейкозенових кислот.